# 模写

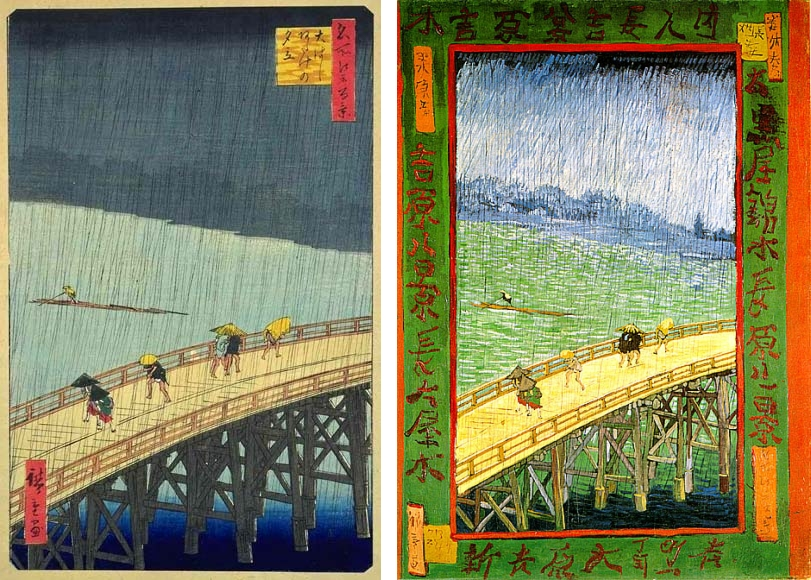
右の油絵はゴッホによる左の歌川広重作浮世絵の模写である

模写（もしゃ、英: reproduction, reproduce）とは、美術において、他者の作品を忠実に再現し、あるいはその作風を写し取ることでその作者の意図を体感・理解するための手段、方法。またその行為によって生み出されたもの。したがって模写には再現のための知識・技量が必要となる。
歴史的な価値を生じた作品をそっくりに複製（英: copy）する手法は「転写」であり「模写」ではない。転写を行う背景の多くは歴史的価値のみを売買するために行われている。
日本画や仏画においては古くから訓練、修行として、また絵画の精神性・様式・技法の伝達などを目的として模写が行われている。
また、美術系大学では、授業の一環として古典画家の作品模写が取り入れられている。
絵画の保存（文化財の保存）を目的とした模写も行われており、原画が失われても模写が現存することで絵画の内容が伝わっている例もある。
例えば、明治の日本では廃仏毀釈により危機に瀕した仏教美術の再認識が起こり、明治17年に桜井香雲によって保存を目的とした法隆寺金堂壁画の模写制作が行われ、以後も多くの画家が組織的に保存のための模写を行った。昭和24年に起きた火災によって法隆寺金堂壁画は焼損したが、残された資料を基に昭和42年に再現模写が行われた。
保存のための模写では「上げ写し」や「敷き写し」などの技法で原資料から図像を写し取り、色見本を作成した上で彩色・裏彩色を施して制作される。